# مینکه اسمیتس
مینکه اسمیتس (انگلیسی: Minke Smeets؛ زادهٔ ۲۲ مارس ۱۹۷۹) بازیکن هاکی روی چمن اهل هلند بود.